# Сафин, Гарай Сафинович
Гара́й Сафи́нович Са́фин (8 ноября 1918, Алашайка, Уржумский уезд, Вятская губерния, РСФСР — 19 августа 2000, Алашайка, Параньгинский район, Марий Эл, Россия) — советский татарский животновод. Заведующий свинокомплексом колхоза имени В. Ленина дер. Алашайка Параньгинского района Марийской АССР (1970—1984). Кавалер ордена Ленина (1976). Участник советско-японской войны (1945).

## Биография
Родился 8 ноября 1918 года в дер. Алашайка ныне Параньгинского района Марий Эл в татарской крестьянской семье. Окончил 4 класса сельской школы, в 1934 году — курсы при МТС. 
В 1939 году призван в Красную Армию. Участник войны с Японией: командир пулемётного отделения, сержант. Демобилизовался из армии в 1946 году. Награждён орденом Отечественной войны II степени. 
После войны вернулся на родину, где работал шофёром, бригадиром. В 1965—1970 годах — председатель колхоза «Танк», а в 1970—1984 годах — заведующий свинокомплексом колхоза имени В. Ленина дер. Алашайка Параньгинского района Марийской АССР.
За достижения в области животноводства награждён орденами Ленина, Октябрьской Революции, медалями, в том числе медалью «За трудовую доблесть», и трижды – Почётной грамотой Президиума Верховного Совета Марийской АССР В 1984 году ему присвоено почётное звание «Заслуженный работник сельского хозяйства Марийской АССР».
Ушёл из жизни 19 августа 2000 года в дер. Алашайка Параньгинского района Марий Эл, похоронен там же.

## Звания и награды
- Заслуженный работник сельского хозяйства Марийской АССР (1984)[2][3]
- Орден Ленина (1976)[2][3]
- Орден Октябрьской Революции (1971)[2][3]
- Орден Отечественной войны II степени (06.04.1985)[6]
- Медаль «За трудовую доблесть» (1955)[2][3]
- Медаль «За доблестный труд. В ознаменование 100-летия со дня рождения Владимира Ильича Ленина» (1970)[2][3]
- Золотая медаль ВДНХ (1972)[2][3]
- Почётная грамота Президиума Верховного Совета Марийской АССР (1965, 1968, 1978)[2][3]